# Parafia św. Maksymiliana Marii Kolbego w Bogatyni
Parafia św. Maksymiliana Marii Kolbego w Bogatyni – parafia rzymskokatolicka dekanacie bogatyńskim w diecezji legnickiej. Obsługiwana przez księży diecezjalnych. Jest najmłodsza w mieście. Erygowana 10 marca 1996. Kościół parafialny pozostaje jeszcze w budowie.